# HD 147018 c
HD 147018 c és un exoplaneta gegant gasós que orbita l'estrella de tipus G HD 147018, situada a aproximadament 140 anys llum en la constel·lació del Triangle Austral. Té una massa de com a mínim sis vegades i mitja la de Júpiter i orbita en una òrbita intermèdia entre la Terra i el Sol. El planeta és unes vuit vegades més lluny que el seu germà HD 147018 b. Va ser descobert l'11 d'agost del 2009 pel espectroscòpia Doppler.

## Altres referències
- Segransan et al. (2009), The CORALIE survey for southern extrasolar planets. XVI. Discovery of a planetary system around HD 147018 and of two long period and massive planets orbiting HD 171238 and HD 204313, Astronomy & Astrophysics,  arΧiv:0908.1479

Coordenades:  16h 23m 00,1463s; −61° 41′ 19,542″